# یوناری نامیگاتا
 یوناری نامیگاتا (ژاپنی: 波形純理؛ زادهٔ ۵ ژوئیهٔ ۱۹۸۲) یک تنیس‌باز اهل ژاپن است.